# Iowa (tribu)
Els iowa són una tribu ameríndia siouan (llengües sioux occidentals), el nom dels quals prové d’ayuhwa "adormits", però que s'anomenaven pahotcha o Bah-kho-je "cares empolvorades" o "neu grisa". Antigament vivien als marges del llac Ontario, des d'on emigraren fins a l'actual Iowa (EUA). Actualment viuen a dues reserves a Brown County (Kansas) de 947,63 acres, Richardson County (Nebraska) de 210,06 acres i a la Reserva Kensan de l'Iowa Trust d'Oklahoma. Es divideixen en dues tribus reconegudes federalment:
- Tribu Iowa de Kansas i Nebraska, que té la reserva índia Iowa a Nebraska.
- Tribu Iowa d'Oklahoma

## Demografia
El 1760 eren uns 1.100 individus, però foren reduïts a 500 el 1900. El 1960 hi havia uns 100 a Kansas i 100 a Oklahoma. El 1980 tornaven a ser 1.000 (dels quals només 20 parlaven la llengua pròpia), i cap al 1990 ja eren uns 1.700 indis. Segons dades de la BIA del 1995, a les reserves Iowa de Kansas i Nebraska (Agència Horton) hi vivien 533 i 44 individus respectivament (2.288 i 188 apuntats al rol tribal, respectivament), mentre que a la Iowa Tribe d'Oklahoma (agència Shawnee) hi vivien 857 individus (però només 458 al rol tribal). En total 2.934 individus. Segons el cens dels EUA del 2000, hi havia 1.451 iowa purs, 76 barrejats amb altres tribus, 688 barrejats amb altres races i 43 amb altres races i altres tribus. En total, 2.258 individus.

## Costums
Els seus costums eren semblants a les de les altres tribus de parla siouan de les planures, com els omaha, ponca o osage. No sols eren caçadors, eren semisedentaris, i el seu mitjà de vida agrícola era similar a la de les tribus dels boscos de l'Est. Conreaven moresc, fabricaven pipes de catlinita i les marcaven juntament amb pells amb els francesos.
Vivien a cases cobertes de terra amb forma de forn, però també usaven el tipi durant l'època de cacera o a les incursions guerreres. Com els osage o els kansa, duien el pèl rapat llevat al pericrani, decorat amb pell de cérvol.
Reconeixien tres grans d'aconseguiment durant la batalla: comportament valent, matar un enemic i decapitar i escalpar l'enemic, igual que les tribus de les planures.

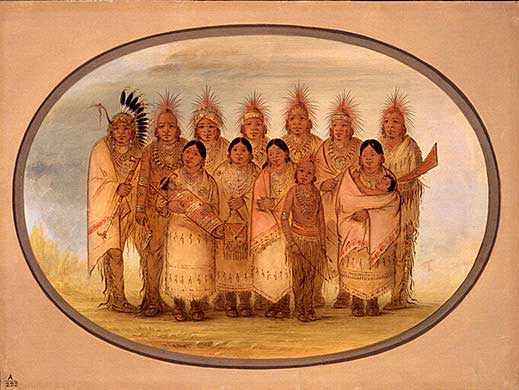
Indis iowa a Londres i París, per Catlin (1861), quadre a la
National Gallery of Art

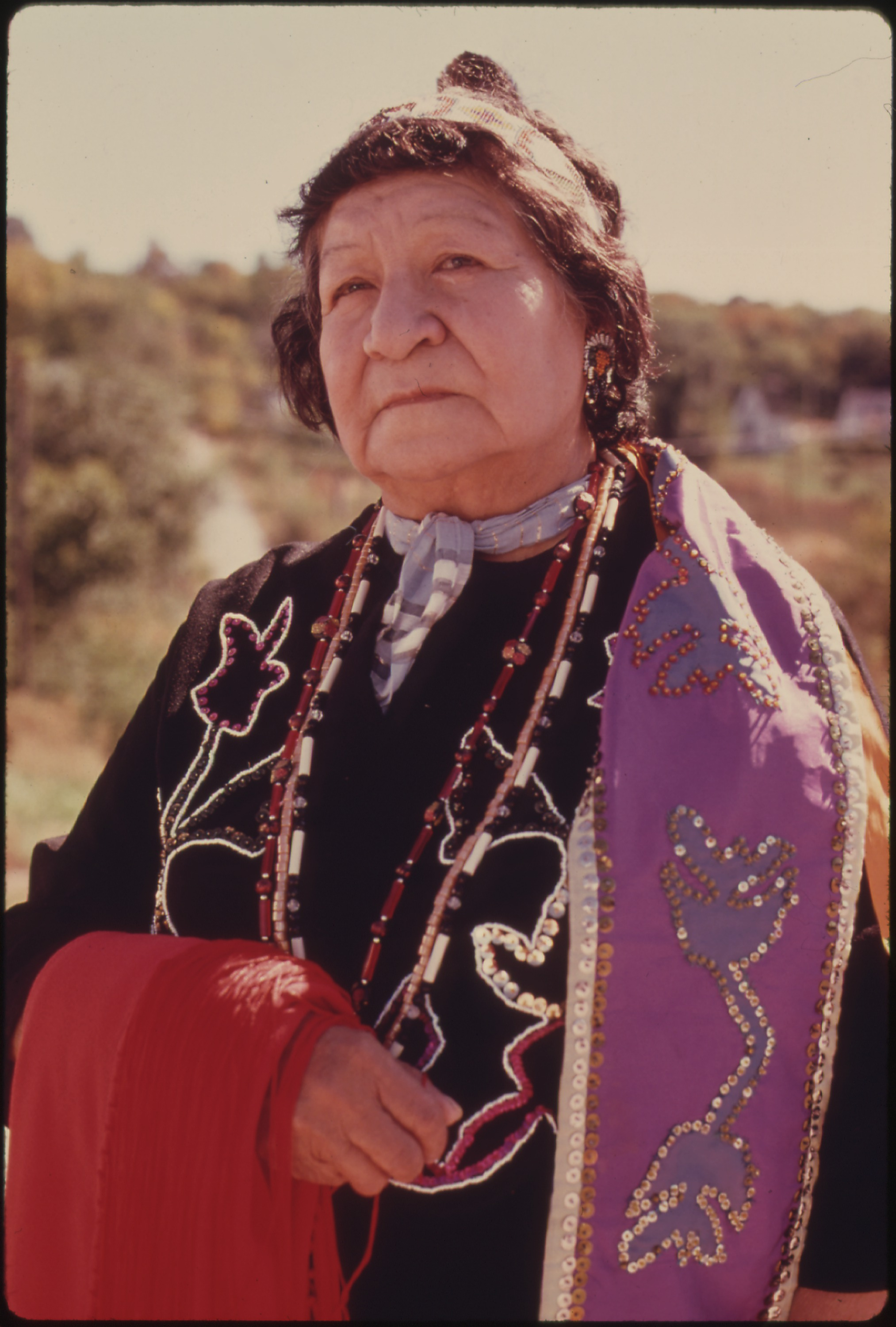
Mary Louise White Cloud Rhodd, rebesneta del Cap James White Cloud, amb vestimenta Iowa White Cloud (Kansas), 1974

## Història
En temps prehistòrics emigraren del Nord dels Grans Llacs fins a l'actual Iowa. Cap al segle xvi emigraren del Mississipi a les Planures, i potser s'hi separaren dels winnebago.
Cap al 1700 foren localitzats a Red Pipestone Quarry (Minnesota), des d'on marxarien vers el 1800 cap als marges del Platte, on els visitarien Lewis i Clark el 1804. Allí feien comerç amb els francesos i amb les altres tribus, mercè la seva avantatjosa situació pels jaciments de catlinita.
Entre el 1820 i el 1830 van cedir llurs terres de Minnesota, Iowa i Missouri als EUA, i el 1821 es traslladaren a una reserva entre la frontera de Kansas i Nebraska amb llur cabdill Mew-hew-she-kaw (Núvol Blanc), cedint les terres de Little Platte a Missouri el 1824.
El 1836 s'establiren a una llenca de terra al Missouri amb els sauk i fox, però un grup de descontents va marxar a Oklahoma el 1838. Uns 45 lluitaren en la Guerra Civil al costat dels Unionistes, entre ells el cap James White Cloud. El 1861 es crearen dues reserves oficials per a ells, a Nebraska i a Kansas, però el 1883 un grup foren duts als comtats de Lincoln, Payne i Logan City, a Territori Indi (Oklahoma), on van patir aculturació i parcel·lació de terres.
Des del 1899, endemés, els predicaren el culte del peiote, mercè el predicador iowa Jack Kushuwe. El 1988 Louis Deroin fou escollit cap dels de Nebraska i Kansas. Diane Jobe és l'administrador tribal dels d'Oklahoma.

## Llista d'iowa cèlebres
- James White Cloud
- Antoine Barada
- Mahaska